# Philippe Antoine d’Ornano
Philippe Antoine d’Ornano, Comte de l’Empire (ur. 17 stycznia 1784 w Ajaccio, zm. 13 października 1863 w Vincennes) – francuski wojskowy i polityk, marszałek i Par Francji, drugi mąż Marii Walewskiej.

## Pochodzenie
Philippe Antoine d’Ornano był bratem ciotecznym cesarza Napoleona I, synem pułkownika Gwardii Narodowej Louisa d’Ornano i Isabelli Marii Bonaparte, siostry Carla. Pochodził ze starego rodu korsykańskiego, który dał Francji dwóch marszałków, a Korsyce bohatera walk wyzwoleńczych, Sampièro Corso.

## Młodość i czasy napoleońskie
Jako szesnastoletni chłopiec Philippe zaciągnął się w randze podporucznika do V pułku dragonów armii Republiki Francuskiej i brał udział w kampanii w Italii w latach kalendarza rewolucyjnego VII, VIII i IX. Wysłany z ekspedycją Leclerca na Haiti, służył mu jako adiutant. W roku 1808 uzyskał tytuł hrabiego Cesarstwa Francuskiego (w rodzinie Ornano było kilka tytułów hrabiowskich, nadanych przez Walezjuszów i Burbonów, ale nie przysługiwały linii Philippe’a Antoine’a). Po powrocie do Francji walczył jako kapitan w swym dawnym V pułku dragonów i odznaczył się w bitwie pod Austerlitz, gdzie jego oddział zdobył kilka armat. Potem służył w tym samym pułku w czasie napoleońskiej inwazji Hiszpanii, gdzie szczególnie wyróżnił się 5 maja 1811 roku prowadząc szarżę kawalerii w czasie bitwy pod Fuentes de Oñoro – otrzymał wtedy na polu bitwy rangę generała brygady.
W czasie kampanii rosyjskiej roku 1812 Ornano był dowódcą brygady lekkiej kawalerii i odznaczył się przy sforsowaniu Niemna (25 czerwca) oraz w bitwie pod Borodino (otrzymał wtedy stopień generała dywizji). Ciężko ranny w bitwie pod Krasnym uznany został za poległego i miał być wrzucony do masowego grobu, czemu przeszkodził jego adiutant Delaberge.
W kampanii roku 1813 Ornano dowodził dywizją dragonów i pod koniec kampanii, po śmierci marszałka Bessières całą kawalerią francuską, biorąc udział m.in. w bitwie pod Lipskiem. Po klęsce wojsk francuskich był od 24 stycznia 1814 komendantem obrony Paryża. Po upadku Napoleona przeszedł na stronę Burbonów (pytany o to przez późniejszą żonę, Marię Walewską, odrzekł: Jako żołnierz służę Francji, a nie poszczególnemu władcy). Mimo to w czasie Stu dni powrócił na służbę cesarza, ale ciężko ranny w pojedynku nie mógł wziąć udziału w bitwie pod Waterloo.

## Po czasach napoleońskich
W roku 1816 Philippe Antoine poślubił Marię Walewską. Znał ją od roku 1807, od przyjęcia u księcia Józefa Poniatowskiego w warszawskim Pałacu pod Blachą, gdzie Marii przedstawił go towarzysz broni z Haiti, Ledóchowski. Żywił do niej głębokie uczucie już od około 1814, ale Maria, która miała tylko cywilny rozwód z małżonkiem Anastazym Walewskim, czekała na jego śmierć (do 1814). Po ślubie Philippe poświęcił się wychowaniu jej dwóch synów. Aleksander Walewski przez całe życie czcił go i nazywał zawsze „ukochanym ojcem”. W roku 1817 Ornanom urodził się jedyny syn, Rodolphe Auguste (którego potomkiem był Michel d’Ornano. Maria wkrótce potem zmarła i pogrążony w rozpaczy Philippe, wdowiec w wieku lat 33, nigdy więcej się nie ożenił.
Wszystko to działo się w Belgii, gdyż Ludwik XVIII nie przebaczył Ornanowi zdrady i skazał go na banicję. Dopiero Karol X przywrócił Philippe’a do łask i powierzył mu w roku 1828 inspektorat kawalerii i stanowisko prezesa komisji egzaminacyjnej w Szkole Wojskowej w Saint-Cyr-l’École.
Za panowania Ludwika Filipa Ornano był dowódcą IV dywizji kawalerii i brał udział w stłumieniu legitymistycznego powstania w Wandei, za co król mianował go parem Francji.
Po rewolucji roku 1848 Ornano wycofał się początkowo z życia publicznego, ale kuzyn Napoleon III wkrótce namówił go do powrotu. Philippe Antoine został w 1849 deputowanym z departamentu Indre i Loara, w roku 1852 senatorem, w tym samym roku Wielkim Kanclerzem orderu Legii Honorowej, w 1853 gubernatorem Kościoła Inwalidów i wykonawcą testamentu Napoleona I. W dzień uroczystego przeniesienia trumny Napoleona z kaplicy św. Hieronima do granitowego sarkofagu, w którym do dziś spoczywa, 2 kwietnia 1861 Philippe Antoine d’Ornano został mianowany marszałkiem Francji. Zmarł osiemnaście miesięcy później. Nazwiskiem jego nazwano jeden z bulwarów paryskich.